# El Amparo (Cojedes)
Pour les articles homonymes, voir El Amparo et Amparo.
El Amparo est la capitale de la paroisse civile d'El Amparo de la municipalité de Ricaurte dans l'État de Cojedes au Venezuela.